# Копшивниця
Копшивни́ця (пол. Koprzywnica) — місто в південно-західній Польщі, на річці Копшивянка.
Належить до Сандомирського повіту Свентокшиського воєводства.

## Демографія
Демографічна структура станом на 31 березня 2011 року:
|          | Загалом | Допрацездатний вік | Працездатний вік | Постпрацездатний вік |
| -------- | ------- | ------------------ | ---------------- | -------------------- |
| Чоловіки | 1284    | 253                | 882              | 149                  |
| Жінки    | 1337    | 250                | 774              | 313                  |
| Разом    | 2621    | 503                | 1656             | 462                  |